# Тимонасса
Тимонасса (дав.-гр. Τιμώνασσα) — друга дружина афінського тирана Пісістрата.
Донька аргів'янина Горгіла.
Була дружиною аргоського тирана Архіна.
Після його смерті вийшла заміж за Пісістрата.
У шлюбі з Пісістратом народилося двоє відомих сини Тимонасси — Йофон і Гегесістрат.